# 덴가촌
덴가촌(殿下村)은 후쿠이현 뉴군에 설치되었던 촌이다. 1963년 4월 1일 후쿠이시에 편입합병되고 폐지되었다.